# San Nazzaro Val Cavargna
San Nazzaro Val Cavargna (San Nazzè in dialetto comasco, AFI: /ˌsaŋ naˈdzɛ/, e semplicemente San Nazzaro fino al 1863) è un comune italiano di 261 abitanti della provincia di Como in Lombardia.

## Geografia fisica
San Nazzaro si trova in alta Val Cavargna, alle falde del versante sud del Pizzo di Gino.

## Storia
Al tempo del Ducato di Milano, il comune di San Nazzaro era membro della pieve di Porlezza.
Al tempo di Maria Teresa d'Austria, San Nazzaro costituiva un importante polo estrattivo-siderurgico del Ducato di Milano.
Le politiche di riorganizzazione amministrativa del Regno d'Italia da parte di Napoleone Bonaparte comportarono, nel 1812, un allargamento dei confini territoriali di San Nazzaro, al quale vennero aggregati i comuni di Cavargna e San Bartolomeo. In seguito alla caduta di Napoleone, l'aggregazione venne tuttavia abrogata con l'attivazione, da parte degli austro-ungarici, dei comuni della Provincia di Como del Regno Lombardo-Veneto.
Nel 1863 la denominazione di "San Nazzaro" venne modificata in "San Nazzaro Val Cavargna".
Tra il 1928 e il 1950 San Nazzaro Val Cavargna e San Bartolomeo Val Cavargna formarono un unico comune.

### Simboli
Lo stemma comunale e il gonfalone sono stati concessi con decreto del presidente della Repubblica del 18 giugno 1962.
Le due colline in prospettiva, che rappresentano il Pizzo Menone e la Punta Gino.

## Monumenti e luoghi d'interesse

### Architetture religiose
Chiesa dei Santi Nazzaro e Celso
La chiesa dei Santi Nazzaro e Celso, il cui aspetto attuale si deve ad alcuni interventi architettonici del 1908., ha origini che affondano al XIII secolo Nel 1582 fu elevata al rango di parrocchiale e, durante una visita pastorale dello stesso anno, Carlo Borromeo ne ordinò un ampliamento.
Dell'antico edificio romanico rimane solo il campanile, in pietra locale a vista, dotato di due piani di bifore situati al di sotto della cella campanaria e di resti di archetti in tufo. Delle due bifore, solo una è completa di capitello a gruccia in tufo con colonnina, mentre l'altra ha semplicemente una pietra messa di traverso.
Internamente, la chiesa conserva alcuni stucchi di epoca barocca, un paliotto in scagliola e, appese alle pareti, tele Settecentesche di una Via Crucis eseguita da artisti di scuola popolare.
Altro
La chiesa di Sant'Antonio Abate, risalente al XVI secolo, presenta una facciata su cui è possibile osservare resti di affreschi.
Al XVII secolo risale invece la chiesa di San Giovanni Battista.

## Società

### Evoluzione demografica

#### Demografia pre-unitaria
- 364 nel 1771
- 412 nel 1799
- 458 nel 1805
- provvisoria annessione di Cavargna e San Bartolomeo nel 1812
- 665 nel 1853

(Fonte: lombardiabeniculturali)

#### Demografia post-unitaria
Abitanti censiti

### Annotazioni
1. ↑  Per il dialetto comasco, si utilizza l'ortografia ticinese, introdotta a partire dal 1969 dall'associazione culturale Famiglia Comasca nei vocabolari, nei documenti e nella produzione letteraria.

### Fonti
1. 1 2   Bilancio demografico mensile anno 2024 (dati provvisori), su demo.istat.it, ISTAT.
2. ↑   Classificazione sismica (XLS), su rischi.protezionecivile.gov.it.
3. ↑   Tabella dei gradi/giorno dei Comuni italiani raggruppati per Regione e Provincia (PDF), in Legge 26 agosto 1993, n. 412, allegato A, Agenzia nazionale per le nuove tecnologie, l'energia e lo sviluppo economico sostenibile, 1º marzo 2011,  p. 151. URL consultato il 25 aprile 2012 (archiviato dall'url originale il 1º gennaio 2017).
4. 1 2  Borghese, p. 397.
5. 1 2 3 4 5   SIUSA - Comune di San Nazzaro Val Cavargna, su siusa.archivi.beniculturali.it. URL consultato il 13 aprile 2020.
6. ↑   San Nazzaro Val Cavargna, decreto 1962-06-18 DPR, concessione di stemma e gonfalone, su Archivio Centrale dello Stato. URL consultato il 4 novembre 2022.
7. ↑   San Nazzaro Val Cavargna, su Stemmi dei Comuni della Provincia di Como. URL consultato il 4 novembre 2022.
8. ↑   Chiesa dei SS. Nazaro e Celso - complesso, Via Burena - San Nazzaro Val Cavargna (CO), su Architetture – Lombardia Beni Culturali. URL consultato il 13 aprile 2020.
9. 1 2 3 4 5 6   RomaniCOMO, su romanicomo.it. URL consultato il 13 aprile 2020.
10. 1 2  Frigerio, p. 143.
11. ↑  Belloni et al., p. 139.
12. ↑   Chiesa di S. Antonio Abate, Via Sant'Antonio - San Nazzaro Val Cavargna (CO), su Architetture – Lombardia Beni Culturali. URL consultato il 13 aprile 2020.
13. ↑   Chiesa di S. Giovanni Battista, Via San Giovanni - San Nazzaro Val Cavargna (CO), su Architetture – Lombardia Beni Culturali. URL consultato il 13 aprile 2020.
14. ↑  Statistiche I.Stat ISTAT  URL consultato in data 28-12-2012.
Nota bene: il dato del 2021 si riferisce al dato del censimento permanente al 31 dicembre di quell'anno. Fonte:  Popolazione residente per territorio - serie storica, su esploradati.censimentopopolazione.istat.it.